# The Bible Game
The Bible Game es un juego de fiesta cristiano desarrollado por Mass Media y publicado por Crave Entertainment. Está dirigido a cristianos y es "familiar". Hay una variedad de preguntas de trivia relacionadas con el Antiguo Testamento. Los dos modos principales son "TV Game Show" y "Challenge Games". Este último permite a los jugadores elegir cualquier minijuego.

## Jugabilidad
En la versión de Game Boy Advance, los jugadores exploran diferentes mapas en busca de demonios. Cuando el jugador encuentra uno, debe golpear al demonio con su Biblia. En este punto, el demonio desafía al jugador a trivias bíblicas a cambio de una pieza de llave (que abre el destino del nivel final, la iglesia). La versión de la consola doméstica presenta un modo de fiesta con la temática de programa de concursos donde los jugadores compiten por la mayor cantidad de puntos y juegan varios minijuegos con temas cristianos.

## Desarrollo y lanzamiento
The Bible Game se presentó en el E3 de 2005 y se podía jugar en los quioscos de demostración. Fue desarrollado por Mass Media y publicado por Crave Entertainment. Cuando se le preguntó por qué eligieron publicar un juego religioso, Crave Entertainment Rob Dyer exclamó que quería intentar publicar un tipo diferente de juego, dada la similitud entre el catálogo de juegos de Crave, citando juegos como Tomb Raider. Dyer quería hacer un juego no violento, pero también quería evitar hacer uno sermoneador. Dyer explicó que no creó el juego por motivos religiosos personales; más bien, deseaba llenar nichos que otros editores no tenían.

## Recepción
Las versiones de PlayStation 2 y Xbox recibieron "críticas mixtas o promedio", mientras que la versión de Game Boy Advance recibió críticas "desfavorables", según el sitio web review aggregator Metacritic. El escritor de G4TV, Greg Bemis, criticó el juego en su revisión de la versión de Xbox. Criticaron la mecánica del programa de juegos y sintieron que la mayoría de los minijuegos eran de mala calidad, aunque sintieron que había un par que eran la excepción. PJ Hruschak de CiN Weekly lo llamó un "programa de juegos cursi", aunque sintió que atraería a los niños pequeños, y los adultos apreciarán su "humor inocente". También sintieron que el precio lo convertía en una buena elección para que los niños disfrutaran. El escritor de IGN, Juan Castro, sintió que carecía de la "profundidad bíblica" para atraer a personas religiosas, y también criticó los minijuegos por no ser atractivos. Sin embargo, señalaron que si un padre buscaba un juego barato y no violento para sus hijos, "definitivamente podría hacerlo peor". La reseña del escritor de IGN, Mark Bozon de la versión de Game Boy Advance fue crítica, señalando cuán pobre es el juego y cuántos errores tiene. El escritor de Eurogamer, John Walker, sintió que estaba "bien presentado" y "contemporáneo en el diseño", pero aún "superficial". Sintieron que solo había un pequeño nicho de personas que podrían disfrutarlo. Al hablar sobre los videojuegos cristianos convencionales, el autor de Vice, Emanuel Maiberg, describió The Bible Game como uno de los mejores ejemplos de un juego que se acercó a la corriente principal. El escritor de GameSpot, Bob Colayco, criticó el juego y lo calificó de "mediocre". Sintieron que sería un producto familiar cristiano y sintieron que disfrutarían de su "banda sonora pop cristiana comercial". Sintieron que los minijuegos eran "básicos" y carecían de variedad.